# Ронсон, Марк
Марк Дэниел Ронсон (англ. Mark Daniel Ronson; род. 4 сентября 1975 года) — британский диджей, гитарист, музыкальный продюсер, исполнитель, обладатель премий «Грэмми», «Оскар» (как соавтор песни «Shallow» из кинофильма «Звезда родилась») и один из основателей Allido Records. Он выступает вместе со своей группой под названием Mark Ronson & The Business Intl.
Его дебютный альбом Here Comes the Fuzz не стал сенсацией в британской музыке, однако уже вторая пластинка — Version попала в Топ-40 и помогла Марку стать лауреатом BRIT Award в номинации «Лучший исполнитель 2008». Третий студийный альбом музыканта — Record Collection был выпущен 27 сентября 2010 года.
Марк Ронсон наиболее известен как саунд-продюсер. Он трудился над созданием карьер британских певиц Эми Уайнхаус, Лили Аллен, Эстель и Адель. Также в списке его побед новые диски Duran Duran, Black Lips и Руфуса Уэйнрайта. Примечателен и его проект Re:Generation, где он работает с такими музыкантами как Мос Деф, Эрика Баду, участниками The Dap-Kings и Зигабу Моделистом из The Meters. В апреле 2012 года Ронсон презентовал проект на фестивале Coachella, после чего вернулся в Европу и занялся продюсированием музыки для лондонских Олимпийских игр и Королевского балета.
Осенью 2011 года Марк Ронсон записал с певицей Кэти Би совместный трек к олимпийским играм — Anywhere in the World в рамках кампании Move to the beat, организованной The Coca-Cola Company.
В 2014 был выложен видеоклип к песне Uptown Funk, которая стала совместной работой с Бруно Марсом и в настоящее время собрала более пяти миллиардов просмотров на YouTube.
В 2015 году стало известно, что Марк работает над пятым студийным альбомом Леди Гаги.
В 2018 году записал совместную песню с Майли Сайрус, которая получила название Nothing Breaks Like a Heart.

## Личная жизнь
Ронсон делит свое время между Лондоном, Лос-Анджелесом и Нью-Йорком. С детства был болельщиком футбольного клуба английской Премьер-лиги «Челси», а также баскетбольной команды «Нью-Йорк Никс».
В 2009 году журнал GQ признал Ронсона самым стильным мужчиной в Великобритании.
В 2011 году портрет Ронсона был написан британским художником Джо Симпсоном; картина экспонировалась по всей Великобритании, включая персональную выставку в Королевском Альберт-холле в Лондоне.
В 2015 году он был назван одним из 50 лучших одетых британских мужчин журнала.
20 августа 2019 года Ронсон вместе с несколькими другими знаменитостями инвестировал в раунд финансирования Lowell Herb Co, калифорнийского бренда каннабиса. Он известен как «преданный потребитель каннабиса».

### Отношения
В 2002 году Ронсон начал встречаться с актрисой-певицей Рашидой Джонс. Они обручились в марте 2003 года, и Ронсон сделал предложение, создав кроссворд с сообщением «Ты выйдешь за меня замуж». Их отношения закончились примерно через год.
3 сентября 2011 года Ронсон женился на французской актрисе и певице Жозефине де Ла Бом, которая ранее снялась в клипе на песню «The Bike Song». 16 мая 2017 года стало известно, что де Ла Бом подала на развод с Ронсоном, указав дату расставания как 21 апреля 2017 года. Развод был завершен в октябре 2018 года. 4 сентября 2021 года Ронсон объявил о своем браке с актрисой Грейс Гаммер после года знакомства.

## Дискография
| Год                          | Информация об альбоме                                                             | Пиковая позиция | Пиковая позиция | Пиковая позиция | Пиковая позиция | Пиковая позиция | Пиковая позиция | Пиковая позиция | Пиковая позиция | Сертификации                                 |
| Год                          | Информация об альбоме                                                             | UK              | AUS             | BEL             | IRE             | NL              | NZ              | SWI             | US              | Сертификации                                 |
| ---------------------------- | --------------------------------------------------------------------------------- | --------------- | --------------- | --------------- | --------------- | --------------- | --------------- | --------------- | --------------- | -------------------------------------------- |
| 2003                         | Here Comes the Fuzz - Дата выпуска: 8 сентября 2003 - Лейбл: Elektra Records      | 70              | —               | —               | —               | —               | —               | —               | —               | - UK: Серебряный диск                        |
| 2007                         | Version - Дата выпуска: 16 апреля 2007 - Лейбл: Sony BMG                          | 2               | —               | —               | 21              | 44              | —               | 51              | 129             | - UK: 2× Платиновый диск                     |
| 2010                         | Record Collection [A] - Дата выпуска: 27 сентября 2010 - Лейбл: Sony Music/Allido | 2               | 6               | 60              | 16              | 67              | 33              | 40              | 81              | - UK: Золотой диск - Австралия: Золотой диск |
| 2015                         | Uptown Special - Дата выпуска: 19 января 2015 - Лейбл: RCA Records                | 1               | 2               | 18              | 7               | 5               | 10              | 3               | 5               | - UK: Золотой диск - Австралия: Золотой диск |
| «—» — альбом не попал в чарт |                                                                                   |                 |                 |                 |                 |                 |                 |                 |                 |                                              |